# Kwiat kalafiora
Kwiat kalafiora – trzeci tom cyklu Jeżycjada; powieść autorstwa Małgorzaty Musierowicz, z ilustracjami autorki, wydana w 1981. W 1982 roku wpisana na Listę Honorową IBBY.
Skrócona wersja była drukowana w Płomyku w 1979, w numerach od 16 do 24, z zapowiedzią wydania w 1980 roku nakładem Naszej Księgarni.

## Krótko o treści i głównej bohaterce
W Kwiecie kalafiora czytelnicy Jeżycjady po raz pierwszy spotykają rodzinę Borejków, której perypetie stają się odtąd jednym z najważniejszych elementów cyklu. Główną bohaterką jest Gabrysia Borejko, najstarsza z czterech sióstr, koszykarka, przeżywająca rozterki sercowe i problemy w szkole. Do jej zmartwień dochodzi także konieczność opieki nad domem i młodszym rodzeństwem, gdy pani Borejko trafia na dłużej do szpitala. Kłopoty się mnożą: młodsze siostry są niezwykle absorbujące, zwłaszcza jedna z nich niepokojąco dziwnie się zachowuje, a do tego w życie Borejków zaczyna się wtrącać wścibska i nieżyczliwa sąsiadka. Gabrysia, starając się zapanować nad wszystkim, stopniowo odkrywa, jak bardzo była wyręczana w domowych obowiązkach przez zapracowaną matkę. Jednocześnie wokół pogodnej, energicznej, chętnej do pomocy innym i lubiącej się śmiać Gabrysi gromadzi się grupka przyjaciół, znających się z koła teatralnego przygotowującego przedstawienie Hamleta w poprzedniej części – Kłamczucha: Aniela, Robrojek, Danuśka i inni. Wspólnie zakładają grupę ESD – Eksperymentalny Sygnał Dobra, towarzystwo dyskusyjne, mające badać wpływ uśmiechu (sygnału dobra) na innych ludzi.

## Tytuł książki
Tytuł książki pochodzi od złośliwej uwagi, którą rzuca w twarz Gabrysi Janusz Pyziak, kolega z sekcji koszykarskiej, rozgoryczony brakiem efektów swoich zabiegów mających na celu zawrócenie dziewczynie w głowie. Skompromitowany przez Gabrysię przed całą żeńską drużyną koszykarską, której uczestniczki – jak się okazało – wszystkie miały okazję słuchać tych samych komplementów i romantycznych porównań do kwiatu jabłoni, mówi jej, że jest prozaiczna jak kalafior.

## Bohaterowie
- Gabrysia Borejko – najstarsza córka Borejków, licealistka, koszykarka. Pełna humoru i energii chłopczyca, bezgranicznie wierzy w dobro i moc uśmiechu. Musi błyskawicznie dojrzeć, by zaopiekować się rodziną pod nieobecność matki.
- Ida Borejko – druga córka Borejków. Płaczliwa hipochondryczka, pragnie przeżyć melodramatyczną miłość.
- Natalia (Nutria) Borejko – trzecia córka Borejków. Wrażliwa i złakniona ciepła siedmiolatka, która uparcie uważa się za chłopca. W domu zwano ją Nutrią.
- Patrycja (Pulpecja) Borejko – najmłodsza córka Borejków. Słodka dziewczynka o pogodnym, ale niezłomnym charakterze. W domu mówiono na nią Pulpecja.
- Melania (Mila) Borejko – żona Ignacego, matka czterech panien Borejko. Pełna wigoru i pogody ducha, ciężko znosi chorobę żołądka.
- Ignacy Borejko – głowa rodu Borejków. Filolog klasyczny i bibliotekoznawca; łagodny, spokojny, zapomniany typ człowieka w dzisiejszej cywilizacji pieniędzy i pośpiechu.
- Janusz Pyziak – kolega Gabrieli, licealista, koszykarz. Przystojny uwodziciel i obiekt westchnień wielu dziewcząt.
- Pani Szczepańska – sąsiadka Borejków; początkowo wścibska, kąśliwa i negatywnie nastawiona do rodziny, stopniowo nawiązuje z nimi nić sympatii.
- Aniela Kowalik – postać znana z Kłamczuchy. Uczennica Liceum Poligraficznego, aktorka, ma zamiłowanie do scen publicznych i przesady. Prezeska grupy Eksperymentalny Sygnał Dobra.
- Robert Rojek – uczeń Liceum Poligraficznego, przyjaciel Gabrysi. Dobry, wierny i pomocny, pomaga jej w trudnych chwilach. Zakochany w Anieli.
- Profesor Dmuchawiec – wychowawca Gabrysi, polonista, pedagog szczery i rozumiejący, bezpośredni w stosunku do uczniów.
- Profesor Pieróg – nauczyciel fizyki, wicedyrektor w liceum.